# Hütten (Schleswig-Holstein)
Pour les articles homonymes, voir Hütten.

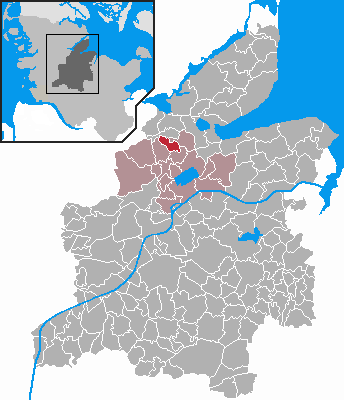
Situation de la commune dans l'arrondissement.

Hütten est une commune d'Allemagne de l'arrondissement de Rendsburg-Eckernförde dans le Land de Schleswig-Holstein.